# Grammostola schulzei
Grammostola schulzei är en spindelart som först beskrevs av Schmidt 1994.  Grammostola schulzei ingår i släktet Grammostola och familjen fågelspindlar. Inga underarter finns listade i Catalogue of Life.